# Naturschutzgebiet Göldenitzer Moor
Koordinaten: 53° 59′ 52,4″ N, 12° 19′ 38,7″ O

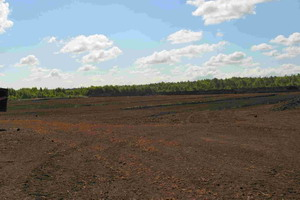
Torf-Abbaufläche

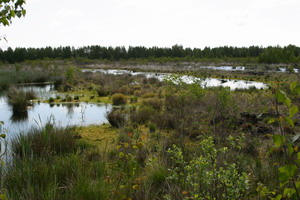
Moor-Renaturierungsfläche

Das Naturschutzgebiet Göldenitzer Moor ist ein Naturschutzgebiet in Mecklenburg-Vorpommern zwischen den umliegenden Ortschaften Gubkow, Teschow und Cammin. Der Schutzzweck besteht in der Wiedervernässung eines umfangreich abgetorften Hochmoores als Lebensraum der seltenen an diesen Lebensraum gebundenen Tier- und Pflanzenarten.
Die rechtliche Festsetzung verlief in mehreren Phasen: Am 10. Juli 1939 wurde das Gebiet als Naturschutzgebiet ausgewiesen, in den Jahren 1940 und 1961 verkleinert und 1991, 1994 und zuletzt 2008 erweitert. Es umfasst eine Fläche von 900 Hektar. Der Gebietszustand wird als unbefriedigend eingestuft, da der überwiegende Teil des ursprünglich vorhandenen Hochmoores durch Torfabbau verschwunden ist. Wiedervernässungsmaßnahmen seit 1992 zeigen beginnende Wiederbesiedlungen der ursprünglichen Lebensraumbewohner als erste Schritte einer Renaturierung. Das Schutzgebiet ist nicht auf öffentlichen Wegen betretbar.

## Geschichte und Wasserhaushalt
Die heutigen Schutzgebietsflächen entstanden während der letzten Eiszeit als Ausschürfung, die in eine Grundmoräne eingebettet ist. Nach Abtauen des Eises blieben mehrere wassergefüllte Becken zurück, die im weiteren zeitlichen Verlauf vom Rande her vermoorten. Auf dem zunächst entstandenen Verlandungsmoor begann sich vor circa 8000 Jahren ein Regenmoor zu entwickeln. Das Göldenitzer Moor zählt heute zu den ältesten Regenmooren in Mecklenburg-Vorpommern. Der Schwarze See im Norden und der Teschower See im Süden umgeben den Hochmoorbereich. Das Moor wird über zwei Gewässerläufe entwässert: in Richtung Osten durch den Stegendieksbach und in Richtung Süden durch die Gräben der Teschower Wiesen.
Menschliche Nutzung setzte im Gebiet erst recht spät ein. Hochmoore galten als unwegsames, geheimnisvolles Unland. Die Wiebekingsche Karte aus dem Jahr 1786 führt die Flächen als gehölzfrei und nicht entwässert. Zum beginnenden 19. Jahrhundert begann im Westteil der Torfabbau, der in den kommenden Jahrzehnten auf das gesamte Moor ausgeweitet wurde. Durch Entwässerungsgräben erfolgte die Trockenlegung des Teschower Sees. Der Torfabbau wurde wesentlich nach Ende des Zweiten Weltkrieges intensiviert. Er erfolgte maschinell zunächst mit dem Ziel die Brennstoffknappheit zu mildern. Teilbereiche des Naturschutzgebietes wurden 1992 wiedervernässt. Bis zum Jahr 2030 darf durch Regelungen im Einigungsvertrag der Torfabbau auf Teilflächen weiter erfolgen. Es werden jährlich 35.000 Kubikmeter Torf entnommen und es werden immer noch (Stand November 2020) Flächen abgeholzt.

## Pflanzen- und Tierwelt
Die ursprüngliche Hochmoorvegetation findet sich nur noch auf den südlichen Hängen und in Randlagen der Torfstiche. Typische Torfmoose sind dort das Trügerische Torfmoos (Sphagnum fallax), das Spieß-Torfmoos (Sphagnum cuspidatum) und das Schmalblättrige Torfmoos (Sphagnum angustifolium). Zwergstrauchheiden mit Sumpfporst und Gemeiner Krähenbeere bedeckten die Umgebung der Torfstiche.
Das Moor bietet Lebensraum für zahlreiche Herpeten, wie Kreuzotter, Ringelnatter, Waldeidechse, Laubfrosch, Grasfrosch, Moorfrosch und Erdkröte. Bei den Libellen sind Moosjungfern-Arten und die Schwarze Heidelibelle hervorzuheben.